# Vers l’autre flamme
Vers l’autre flamme ist ein politischer Reisebericht des rumänischen Schriftstellers Panait Istrati (1884–1935), der 1929 in französischer Sprache erschienen ist. Die deutsche Übersetzung lautet Auf falscher Bahn.

## Inhalt
Istrati wurde 1927, als einer der prominentesten kommunistischen Autoren in Frankreich, zu den Zehnjahresfeiern der Russischen Oktoberrevolution in die Sowjetunion eingeladen. Voll Enthusiasmus tritt er die Reise an und nimmt an zahlreichen offiziellen Feierlichkeiten in verschiedenen Städten Russlands teil. Dabei muss er aber erkennen, dass es der (wohlgemerkt kommunistischen) Opposition nicht möglich ist, sich auch nur irgendwie öffentlich zu äußern. Adolf Abramowitsch Joffe begeht Selbstmord, Victor Serge wird 1928 aus der Partei ausgeschlossen. Istrati sucht abseits der offiziellen Veranstaltungen den Kontakt zu den einfachen Menschen. Er hört sich um, spricht mit den Leuten. Nach dem Ende der offiziellen Rundreise bleibt Istrati und unternimmt gemeinsam mit dem griechischen Schriftsteller Nikos Kazantzakis auf eigene Faust weitere Fahrten vom hohen Norden Russlands bis nach Moldawien, die Ukraine und den Kaukasus im Süden. Seine Desillusionierung gipfelt schließlich 1929 in der Affäre Russakow. Dieser alte Revolutionär wird auf Grund von Verleumdungen von der Zeitung Leningradskaja Prawda angegriffen. Istrati lässt alle seine exzellenten Kontakte spielen, geht bis zum Staatspräsidenten Michail Iwanowitsch Kalinin und kann die Entstehung der Angriffe rekonstruieren. Russakow wird in einem Gerichtsprozess zunächst freigesprochen, in einer zweiten Verhandlung dann aber doch verurteilt.
Nachdem Istrati nach Frankreich zurückgekehrt war, schrieb er nach einiger Zeit diesen Reisebericht. Seine Absicht ist aber nicht eine detailgetreue Schilderung der Reise, sondern ein leidenschaftlicher politischer Appell an seine Genossen, denen er sich zwar immer noch verbunden fühlt, deren autoritäre stalinistische Organisationsformen, ihre Linientreue und ihre Obrigkeitsgläubigkeit er aber scharf anprangert. Es ist die Zeit des beginnenden Stalinismus und der Ausschaltung Trotzkis. Bis dahin waren im Westen ausschließlich Berichte über die Sowjetunion erschienen, die des Lobes voll waren. Istratis Buch bricht mit einem Tabu und wagt öffentliche Kritik an ihr. Schlagartig distanzieren sich alle seine bisherigen Freunde von ihm, allen voran sein bisheriger Mentor Romain Rolland. Er wird verleumdet und eine Hetzkampagne gegen ihn setzt ein. Von den Trotzkisten, denen er ansonsten fernstand, wurde Istrati hingegen vereinnahmt.
Istratis Buch erschien als erster von drei Bänden, die unter seinem Namen veröffentlicht wurden. Die anderen beiden Bände sind aber nicht von ihm verfasst, sondern schützen durch seinen Namen ihre wahren Autoren. Band 2 stammt von Victor Serge und heißt Soviets (deutsch So geht es nicht! Die Sowjets von heute), Band 3 ist von Boris Souvarine und trägt den Titel La Russie nue (deutsch Russland nackt. Zahlen beweisen).
Auf falscher Bahn beeindruckt durch die Leidenschaftlichkeit und Wahrheitsliebe Istratis, letztlich aber auch durch seine Schonungslosigkeit sich selbst gegenüber. Am Ende bleibt ein „Besiegter“ zurück, wie er es selbst ausgedrückt hat, ein einsamer Kämpfer jenseits der Ideologien, ein kranker und gebrochener Mensch.

## Ausgaben
- Panaït Istrati: Vers l’autre flamme. Confessions pour vaincus. Paris: Rieder, 1929

### Deutsche Übersetzung
- Panaït Istrati: Auf falscher Bahn. 16 Monate in Russland. Piper, München 1930 (Übersetzung: Karl Stransky)
- Panaït Istrati: Auf falscher Bahn. Sechzehn Monate in der Sowjetunion. Bekenntnisse eines Besiegten. Büchergilde Gutenberg, Frankfurt am Main 1989 (Übersetzung: Karl Stransky)